# Luuk Tinbergen
Pour les articles homonymes, voir Tinbergen.
 (mai 2019).
Si vous disposez d'ouvrages ou d'articles de référence ou si vous connaissez des sites web de qualité traitant du thème abordé ici, merci de compléter l'article en donnant les références utiles à sa vérifiabilité et en les liant à la section « Notes et références ».
Luuk Tinbergen, né le 7 septembre 1915 à La Haye et mort le 1er septembre 1955 à Groningue, est un ornithologue néerlandais.

## Biographie
Ses deux frères sont Jan Tinbergen (1903-1994), « Prix Nobel » d'économie en 1969 et Nikolaas Tinbergen (1907-1988), prix Nobel de médecine en 1973.
Il est embauché par Gerard Baerends (1916-1999) de l’université de Groningen. Il y développe d’importants concepts en éthologie. Il se suicide en 1955 à 39 ans.
Son fils Tijs Tinbergen est un documentariste animalier et tandis que son autre fils Joost Tinbergen est écologue.